# De La Tira
De La Tira es un cultivar de higuera de tipo higo común Ficus carica, unífera de higos de epidermis con color de fondo verde amarillento con sobre color amarillo verdoso. Se cultiva en la colección de higueras de Montserrat Pons i Boscana en Llucmajor, Islas Baleares.

## Sinonimia
- „De La Filera“ en las Islas Baleares,[3][5][6]
- „Alacantina Forastera“ en las Islas Baleares
- „D'hortella“ en las Islas Baleares

## Historia
Actualmente la cultiva en su colección de higueras baleares Montserrat Pons i Boscana, rescatada de un ejemplar del campo mallorquín.
La variedad 'De La Tira' externamente se asemeja a la variedad 'Alacantina', grande pero la pulpa en vez de ser de color ámbar es roja, y su epidermis es más delgada.

## Características
La higuera 'De La Tira' es una variedad unífera de tipo higo común. Árbol de elevada vigorosidad, con copa redondeada, ramaje alargado y espeso de follaje. Sus hojas de 3 lóbulos (95%) son las mayoritarias y de 5 lóbulos (<5%), pocas de 1 lóbulo. Sus hojas con dientes presentes. 'De La Tira' tiene poco desprendimiento de higos, y un rendimiento productivo alto por cada árbol. La yema apical cónica de color amarillento.
Los frutos 'De La Tira' son higos de tamaño 38 x 46 mm de forma alargada, elíptica transversal, son simétricos y uniformes, sin siconos aparejados, que presentan unos frutos medianos de unos 35 gramos en promedio, de epidermis de consistencia mediana, grosor de la piel delgado, de color de fondo verde amarillento con sobre color amarillo verdoso. Ostiolo de 3 a 5 mm con escamas medianas naranja claro. Pedúnculo de 5 a 10 mm cilíndrico verde claro. Grietas reticulares. Costillas poco marcadas. Con un ºBrix (grado de azúcar) de 22 de sabor meloso en fresco (cuando seco mejora el sabor), con color de la pulpa rojo claro. Con cavidad interna media y pocos aquenios. Son de un inicio de maduración desde el 15 de agosto al 16 de septiembre. De rendimiento productivo por árbol elevado.
Se usa como higos frescos para humanos y secos tanto para humanos como para alimentación de ganado porcino y ovino. Producción alta. Tienen mediana abscición del pedúnculo y facilidad de pelado. Resistencia al transporte bajo, susceptibles al agriado, y un desprendimiento mediano.

## Cultivo
'De La Tira', se utiliza en fresco para consumo humano. Higo seco para consumo humano y también para consumo animal para ganado ovino y porcino. Se está tratando de recuperar de ejemplares cultivados en la colección de higueras baleares de Montserrat Pons i Boscana en Llucmajor.